# Campionato europeo della montagna 2012
Il Campionato europeo della montagna 2012, sessantaduesima edizione della manifestazione organizzata dalla Federazione Internazionale dell'Automobile, si svolse dal 15 aprile al 16 settembre 2012 su undici tappe disputatesi in dieci paesi (soltanto la Francia ospitò due eventi nella stagione).
Nella Categoria II il pilota toscano Simone Faggioli si aggiudicò il titolo per la quinta volta e quarta consecutiva al volante della Osella FA30 motorizzata Zytek dominando letteralmente la stagione vincendo dieci gare su undici (non partecipò alla tappa slovena di Ilirska Bistrica). Nella classe più vicina alla produzione di serie (la Categoria I) la spuntò il serbo Dusan Borkovic con la sua Mitsubishi Lancer Evo IX Gr. N, il quale migliorò quindi il terzo posto ottenuto al termine della stagione precedente.

## Calendario prove[1]
| Tappa | Data         | Corsa                                           | Sede                       | Vincitore                           |
| ----- | ------------ | ----------------------------------------------- | -------------------------- | ----------------------------------- |
| 1     | 15 aprile    | Course de Côte de St Jean du Gard-Col St Pierre | Saint-Jean-du-Gard Francia | Simone Faggioli - Osella FA30-Zytek |
| 2     | 29 aprile    | Grosser Preis von Oesterreich - Rechbergrennen  | Tulwitz Austria            | Simone Faggioli - Osella FA30-Zytek |
| 3     | 13 maggio    | XLI Subida Internacional al Fito                | Arriondas Spagna           | Simone Faggioli - Osella FA30-Zytek |
| 4     | 20 maggio    | 33 Rampa Internacional da Falperra              | Braga Portogallo           | Simone Faggioli - Osella FA30-Zytek |
| 5     | 3 giugno     | ECCE HOMO Sternberk                             | Šternberk Rep. Ceca        | Simone Faggioli - Osella FA30-Zytek |
| 6     | 1º luglio    | 62ª Trento-Bondone                              | Trento Italia              | Simone Faggioli - Osella FA30-Zytek |
| 7     | 22 luglio    | Dobšinský kopec 2012                            | Dobšiná Slovacchia         | Simone Faggioli - Osella FA30-Zytek |
| 8     | 5 agosto     | Course de Côte du Mont Dore/Chambon sur Lac     | Chambon-sur-Lac Francia    | Simone Faggioli - Osella FA30-Zytek |
| 9     | 19 agosto    | Course de côte St-Ursanne - Les Rangiers        | Saint-Ursanne Svizzera     | Simone Faggioli - Osella FA30-Zytek |
| 10    | 26 agosto    | 18. GHD Ilirska Bistrica 2012                   | Ilirska Bistrica Slovenia  | Milos Benes - Osella FA30-Zytek     |
| 11    | 16 settembre | Buzetski dani 2012                              | Buzet Croazia              | Simone Faggioli - Osella FA30-Zytek |

## Classifiche[13]

### Categoria I
| Pos | Pilota              | Vettura                    | Francia (bandiera) | Austria (bandiera) | Spagna (bandiera) | Portogallo (bandiera) | Rep. Ceca (bandiera) | Italia (bandiera) | Slovacchia (bandiera) | Francia (bandiera) | Svizzera (bandiera) | Slovenia (bandiera) | Croazia (bandiera) | Pts   |      |
| --- | ------------------- | -------------------------- | ------------------ | ------------------ | ----------------- | --------------------- | -------------------- | ----------------- | --------------------- | ------------------ | ------------------- | ------------------- | ------------------ | ----- | ---- |
| 1   | Dusan Borkovic      | Mitsubishi Lancer Evo IX   | 25                 | 25                 | 25                | 25                    | 25                   | 0                 | 6                     | 12.5               | 25                  | 25                  | 6                  | 199.5 | foto |
| 2   | Christian Schweiger | Mitsubishi Lancer Evo VII  | 12.5               | 25                 | 18                | 9                     | 0                    | 12                | 18                    | 0                  | 10                  | 15                  | 25                 | 144.5 | foto |
| 3   | Lukas Vojacek       | Mitsubishi Lancer Evo VIII | 6                  | 12                 | 25                | 12.5                  | 25                   | 0                 | 15                    | 0                  | 12                  | 18                  | 18                 | 143.5 | foto |
| 4   | Oskar Benes         | Mitsubishi Lancer Evo X    | 18                 | 18                 | 0                 | 0                     | 18                   | 0                 | 18                    | 0                  | 15                  | 18                  | 25                 | 130   | foto |
| 5   | Roger Schnellmann   | Mitsubishi Lancer Evo VIII | 9                  | 18                 | 12                | 0                     | 15                   | 0                 | 0                     | 0                  | 15                  | 12                  | 15                 | 96    | foto |
| 6   | Jaromir Maly        | Subaru Impreza STi WRX     | 7.5                | 0                  | 0                 | 0                     | 18                   | 0                 | 25                    | 0                  | 18                  | 25                  | 0                  | 93.5  | foto |
| 7   | Dominika Benesova   | Mitsubishi Lancer Evo X    | 12                 | 8                  | 0                 | 0                     | 15                   | 0                 | 0                     | 0                  | 18                  | 15                  | 15                 | 83    | foto |
| 8   | Jiri Los            | Mitsubishi Lancer Evo IX   | 10                 | 2                  | 0                 | 0                     | 6                    | 0                 | 4                     | 0                  | 12                  | 12                  | 12                 | 58    | foto |
| 9   | Tomislav Muhvic     | Mitsubishi Lancer Evo IX   | 8                  | 4                  | 0                 | 0                     | 10                   | 0                 | 0                     | 0                  | 0                   | 10                  | 18                 | 50    | foto |
| 10  | Peter Jurena        | Mitsubishi Lancer Evo IX   | 0                  | 0                  | 0                 | 0                     | 12                   | 0                 | 25                    | 0                  | 0                   | 0                   | 0                  | 37    | foto |

### Categoria II
| Pos | Pilota           | Vettura           | Francia (bandiera) | Austria (bandiera) | Spagna (bandiera) | Portogallo (bandiera) | Rep. Ceca (bandiera) | Italia (bandiera) | Slovacchia (bandiera) | Francia (bandiera) | Svizzera (bandiera) | Slovenia (bandiera) | Croazia (bandiera) | Pts   |      |
| --- | ---------------- | ----------------- | ------------------ | ------------------ | ----------------- | --------------------- | -------------------- | ----------------- | --------------------- | ------------------ | ------------------- | ------------------- | ------------------ | ----- | ---- |
| 1   | Simone Faggioli  | Osella FA30-Zytek | 25                 | 25                 | 25                | 25                    | 25                   | 25                | 25                    | 25                 | 25                  | 0                   | 25                 | 250   | foto |
| 2   | Petr Vitek       | Osella PA30       | 0                  | 15                 | 12.5              | 18                    | 18                   | 12                | 18                    | 12                 | 25                  | 18                  | 18                 | 166.5 | foto |
| 3   | Milos Benes      | Osella FA30-Zytek | 0                  | 15                 | 18                | 18                    | 15                   | 1                 | 18                    | 15                 | 0                   | 25                  | 15                 | 140   | foto |
| 4   | Vladimir Vitver  | Audi TT-R DTM     | 0                  | 9                  | 12.5              | 12.5                  | 15                   | 12.5              | 0                     | 12.5               | 12.5                | 12.5                | 25                 | 124   | foto |
| 5   | Otakar Kramsky   | Reynard K11       | 10                 | 8                  | 12                | 12                    | 12                   | 0                 | 15                    | 0                  | 8                   | 18                  | 18                 | 113   | foto |
| 6   | Dusan Neveril    | Norma M20FC       | 0                  | 25                 | 0                 | 0                     | 25                   | 0                 | 25                    | 0                  | 0                   | 25                  | 0                  | 100   | foto |
| 7   | Fausto Bormolini | Reynard K02       | 0                  | 18                 | 15                | 15                    | 10                   | 12                | 10                    | 0                  | 10                  | 0                   | 6                  | 96    | foto |
| 8   | Maurizio Pitorri | Wolf GB08         | 0                  | 2                  | 15                | 4                     | 12                   | 0                 | 12                    | 0                  | 6                   | 10                  | 12                 | 73    | foto |
| 9   | Maurizio Roasio  | Osella PA30-Zytek | 7.5                | 18                 | 9                 | 12                    | 0                    | 0                 | 0                     | 0                  | 0                   | 0                   | 0                  | 46.5  | foto |
| 10  | David Hauser     | Dallara GP2       | 15                 | 0                  | 0                 | 0                     | 0                    | 0                 | 0                     | 12                 | 12                  | 0                   | 0                  | 39    | foto |